# Niquidámbar
Niquidámbar är en ort i Mexiko.   Den ligger i kommunen Villaflores och delstaten Chiapas, i den sydöstra delen av landet, 700 km sydost om huvudstaden Mexico City. Niquidámbar ligger 884 meter över havet och antalet invånare är 192.
Terrängen runt Niquidámbar är kuperad. Runt Niquidámbar är det ganska glesbefolkat, med 24 invånare per kvadratkilometer. Närmaste större samhälle är Cristóbal Obregón, 16,7 km norr om Niquidámbar. I omgivningarna runt Niquidámbar växer huvudsakligen savannskog.